# John Moore (calciatore 1943)
John Moore (Harthill, 21 dicembre 1943) è un allenatore di calcio ed ex calciatore scozzese, di ruolo difensore.

## Carriera

### Giocatore
Dopo aver giocato nelle giovanili dei dilettanti scozzesi del North Motherwell Athletic Moore nel 1963 viene tesserato dal Motherwell, club della prima divisione scozzese, con cui nell'arco delle due stagioni successive gioca in totale 3 partite nella prima divisione scozzese; nel 1965 si trasferisce in Inghilterra per giocare in quarta divisione con il Luton Town, dove in breve tempo si guadagna un posto da titolare, che peraltro mantiene per le successive otto stagioni, caratterizzate da una rapida risalita degli Hatters nella piramide calcistica inglese: nella stagione 1967-1968 vincono infatti il campionato di quarta divisione, mentre nella stagione 1969-1970 conquistano una promozione dalla terza alla seconda divisione, categoria in cui poi Moore, che in carriera ha totalizzato complessivamente 274 presenze e 13 reti in incontri di campionato con il Luton Town, gioca fino al 1973; nei mesi finali della stagione 1972-1973 trascorre tra l'altro un periodo in prestito al Brighton, con cui gioca 5 partite in seconda divisione. Sempre nel 1973 si trasferisce poi al Northampton Town, club di quarta divisione, dove trascorre gli ultimi due anni della sua carriera da calciatore con un ruolo da comprimario (gioca infatti in totale solamente 15 partite di campionato con la maglia dei Cobblers).
In carriera ha totalizzato complessivamente 294 presenze e 13 reti nei campionati della Football League.

### Allenatore
Dal 1978 al 1986 ha lavorato come vice di David Pleat al Luton Town, tra prima e seconda divisione; nella stagione 1986-1987 ha sostituito Pleat, conquistando un settimo posto in classifica in prima divisione (miglior piazzamento di sempre nella storia del club), salvo poi dimettersi a sorpresa a fine anno per abbandonare la carriera da allenatore. Nel 1991 è tuttavia tornato al Luton Town come vice, restandovi fino al 2003.

## Palmarès

### Giocatore

#### Competizioni nazionali
- Campionato inglese di quarta divisione: 1

Luton Town: 1967-1968